# 72. Sinfonie (Haydn)
Die Sinfonie D-Dur Hoboken-Verzeichnis I:72 komponierte Joseph Haydn vermutlich im Jahr 1763. Entgegen der hohen Nummer handelt es sich um eine frühe Sinfonie von Haydn. Sie ist mit vier anstelle der sonst meist üblichen zwei Hörner instrumentiert.

## Allgemeines

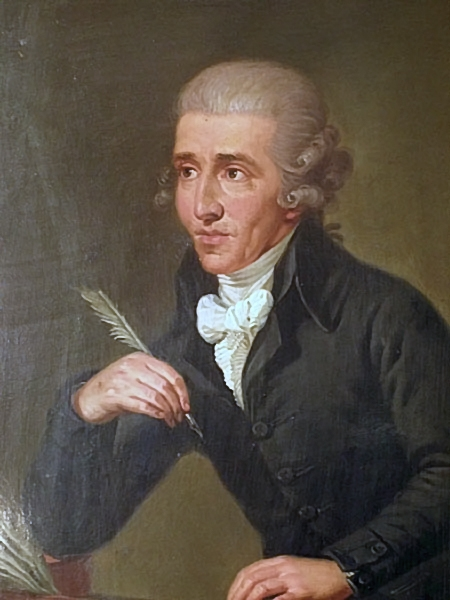
Joseph Haydn (Gemälde von Ludwig Guttenbrunn, um 1770)

Die Sinfonie Nr. 72 komponierte Haydn vermutlich im Jahr 1763  während seiner Anstellung als Vize-Kapellmeister beim Fürsten Nikolaus I. Esterházy.
Das Werk weist in der Besetzung mit vier Hörnern, deren anspruchsvoller Stimmführung, dem solistischen Hervortreten einzelner Instrumente im langsamen Satz und im Schlusssatz, der Struktur des Schlusssatzes in Variationsform sowie der dadurch entstehenden divertimentohaften Atmosphäre große Ähnlichkeiten mit der 1765 komponierten Sinfonie Nr. 31 auf. Der Verzicht auf die Bläser im Andante deutet auf ein Entstehungsdatum vor 1768 hin. Andererseits legt die Besetzung mit vier Hörnern nahe, dass sie entweder im August / Dezember 1763 oder 1765 / 1766 entstanden ist, denn Haydn hatte nur in diesen Zeiträumen vier Hörner zur Verfügung. Da Nr. 72 kürzer und einfacher strukturiert ist als Nr. 31, geht die Musikwissenschaft davon aus, dass Nr. 72 die ältere ist und zwischen August und Dezember 1763 komponiert wurde.

## Zur Musik
Besetzung:  zwei Oboen, vier Hörner, zwei Violinen, Viola, Cello, Kontrabass. Als Solo-Instrumente treten separat auf: Querflöte, Violine, Cello, Violone. Zur Verstärkung der Bass-Stimme wurde damals auch ohne gesonderte Notierung ein Fagott eingesetzt. Über die Beteiligung eines Cembalo-Continuos in Haydns Sinfonien bestehen unterschiedliche Auffassungen.
- Neben den Abschriften mit vier Hörnern gibt es einige, bei denen die Hornstimmen 3 und 4 optional für zwei Trompeten vorgeschrieben sind, was damals je nach Verfügbarkeit im Orchester üblich war.[2]
- Weiterhin liegt im Esterházy-Archiv eine Abschrift vor, die zwei Hörner und zwei Trompeten vorsieht, wobei die Trompetenstimmen nicht einfach nur ein Hornpaar ersetzen, sondern eine Kombination aller vier Hornstimmen darstellt, in Teilen sogar neue Passagen enthalten. Die Trompetenparts sind sehr anspruchsvoll gehalten. Die Esterházy-Abschrift hat auch etwas reichhaltigere Oboenstimmen. Wahrscheinlich wurde diese Instrumentierung später als die Version mit vier Hörnern angefertigt.[2]
- Eine andere Abschrift sieht neben zwei Hörnern und zwei Trompeten auch Pauken vor.[2][6] Diese wurden wahrscheinlich später hinzugefügt – ob von Haydn oder einer anderen Person, ist unklar.[7]
- Eine der Variationen im Schlusssatz ist in manchen Abschriften verschieden instrumentiert (für Viola, Cello oder Cello und Fagott).[2]

Aufführungszeit:  ca. 20 bis 25 Minuten (je nach Tempo und Einhalten der Wiederholungen).
Bei den hier benutzten Begriffen der Sonatensatzform ist zu berücksichtigen, dass dieses Schema in der ersten Hälfte des 19. Jahrhunderts entworfen wurde (siehe dort) und von daher nur mit Einschränkungen auf die Sinfonie Nr. 72 übertragen werden kann. – Die hier vorgenommene Beschreibung und Gliederung der Sätze ist als Vorschlag zu verstehen. Je nach Standpunkt sind auch andere Abgrenzungen und Deutungen möglich.

### Erster Satz: Allegro
D-Dur, 3/4-Takt, 136 Takte

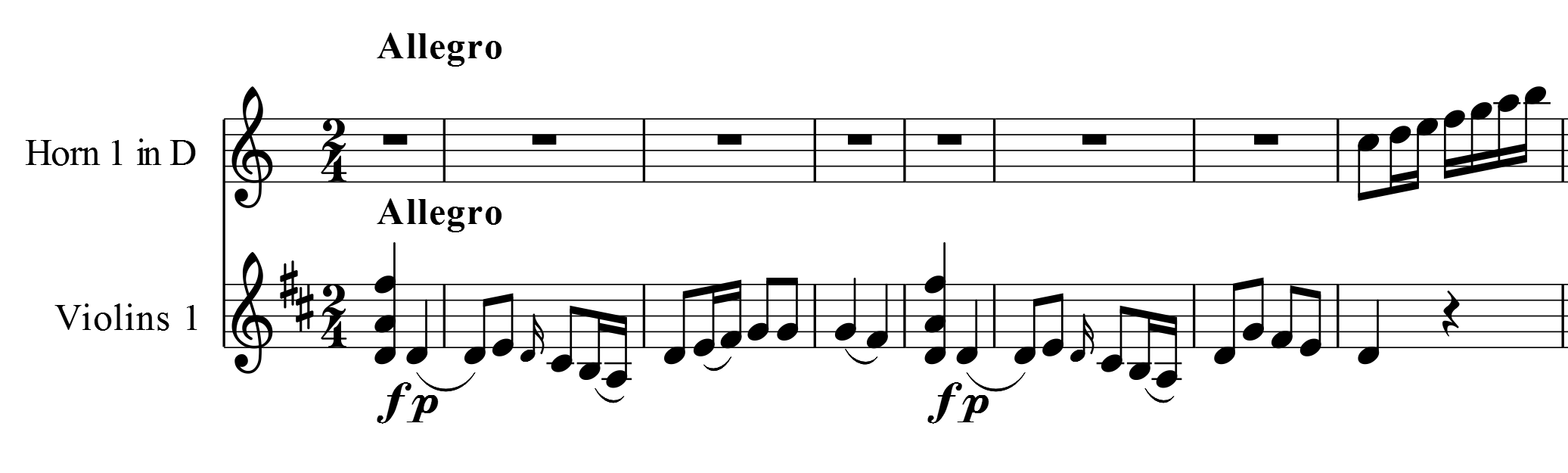
Beginn des Allegro

Das Hauptthema ist symmetrisch aus zwei viertaktigen Einheiten aufgebaut, jeder Viertakter besteht aus einem Forte-Akkordschlag des ganzen Orchesters (Tutti) mit Piano-Antwort der Streicher. Die Streicher-Antwort enthält eine rhythmische Figur. Anschließend folgen zwei Passagen, in der die vier Hörner „halsbrecherische“ Soli spielen, und die jeweils von kurzen Tutti-Wendungen abgeschlossen werden. Ab Takt 25 wiederholt Haydn den Themenkopf und gestaltet die Weiterführung als Dialog zwischen Bläsern und Streichern. Die anschließende Tremolopassage mit fallender Linie etabliert die Dominante A-Dur und führt zur Schlussgruppe. Diese enthält wiederum einen kurzen Dialog zwischen den Hörnern, den Oboen sowie den Streichern und schließt die Exposition mit im Unisono aufstrebenden Läufen und Akkordschlägen ab.
Die Durchführung wiederholt den Kopf des Hauptthemas in A-Dur, greift dann mit Molltrübung das rhythmische Motiv vom Hauptthema im Bass unter Tremolo der Violinen auf und führt nach fanfarenartiger Tonrepetition zum kurzfristigen Abschluss in der Tonikaparallelen h-Moll. Von hier aus wechselt Haydn mit dem rhythmischen Motiv versetzt zwischen den Violinen zurück zur Tonika D-Dur.
Die Reprise ab Takt 81 beginnt mit den beiden Solopassagen für die Hörner (der erste Auftritt des Hauptthemas ist ausgelassen). Auf die Wiederholung des Hauptthemas im Forte folgt ein gegenüber der Exposition veränderter Abschnitt mit der rhythmischen Figur nur für die Violinen im Piano. Die anschließende Tremolopassage und die Schlussgruppe sind ähnlich der Exposition strukturiert. Exposition sowie Durchführung und Reprise werden wiederholt.

„[Der] Wechsel von divertimentohaftem Konzertieren der Hörner und dem mehr sinfonischen Duktus der reinen Orchesterpartien gibt diesem Satz sein originelles Gepräge.“

### Zweiter Satz: Andante
G-Dur, 6/8-Takt, 53 Takte
Im Andante mit pastoraler Stimmung sind Solo-Flöte und Solo-Violine stimmführend, die Streicher begleiten lediglich mit grundierenden Staccato-Akkorden (lassen dabei aber die Taktschwerpunkte unbegleitet). Das erste, pausendurchsetzte Thema ist durch sein Hauptmotiv aus Achtel-Auftakt und anschließender Zweiunddreißigstel-Floskel gekennzeichnet. Es wird von der Solo-Violine vorgestellt, dann von der Solo-Flöte eine Oktave höher wiederholt. Vier Überleitungstakte mit dem Hauptmotiv führen zur Dominante A-Dur (wiederum wiederholt hier die Flöte eine Oktave höher die Stimme der Violine), wo die Flöte mit ihrer aufstrebenden Lauffigur als zweites „Thema“ einsetzt. In der Schlussgruppe spielen beide Soloinstrumente teils im Dialog, teils zusammen eine Variante vom Hauptmotiv des ersten Themas.
Die Durchführung beginnt mit dem ersten Thema in der Solo-Violine in A-Dur. Eine „dramatische“ Unisono-Tonleiter aufwärts des Tutti wird von der Flöte echoartig aufgegriffen und mit einer Doppelschlagsfigur versehen. Daraufhin folgen Varianten vom zweiten „Thema“, die Schlussgruppe sowie erneut das Doppelschlagmotiv.
Die Reprise ab Takt 35 ist wie die Exposition strukturiert. Exposition sowie Durchführung und Reprise werden wiederholt.

### Dritter Satz: Menuet
D-Dur, 3/4-Takt, mit Trio 56 Takte
Das Menuett mit seiner unregelmäßigen Metrik beginnt piano mit einem einfachen Dreiklangsthema, dessen Schlussfloskel echohaft erst von den Hörnern 3 und 4, dann von den Hörnern 1 und 2 wiederholt wird. Nach aufstrebenden Schleifern in den Violinen und punktierten Rhythmen beendet eine kurze Kadenzwendung mit Triller den ersten Teil. Der zweite Teil greift das Anfangsmotiv wieder auf, die Echowirkung besteht nun aber im Wechsel zum Piano und Moll. Beim Wiederaufgreifen des ersten Teils ist das Anfangsthema ausgelassen, dies wird dafür inklusive der Echowirkung in den Hörnern am Schluss nachgereicht.
Das Trio steht ebenfalls in D-Dur. Durch die Instrumentierung nur für Bläser (stimmführend im Wechsel Oboen und Hörner, Fagott begleitet) erinnert es an Haydns „Feldpartiten“.

### Vierter Satz: Andante – Presto
2/4-Takt (Andante), 6/8-Takt (Presto), D-Dur, 149 Takte

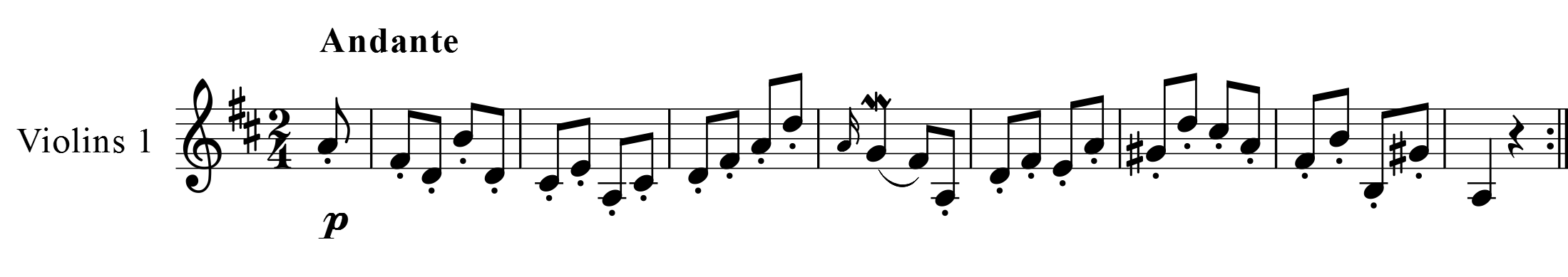
Beginn des Andante

Das Andante stellt Haydns ersten Variationssatz in einer Sinfonie dar. Der Satz basiert auf seinem Thema mit sechs Variationen, in denen die Instrumente das Thema in verschiedenen Klangfarben vorstellen und verzieren. Zum Schluss folgt ein „Kehraus“-Presto. Auffällig ist, dass das Bassfundament in allen Variationen beibehalten wird (ähnlich im Schlusssatz der Sinfonie Nr. 31, dort aber mit geringfügigen Modifikationen). Haydn greift hier auf den in der Barockmusik beliebten, aber zu seiner Zeit kaum noch gepflegten Typ der Basso-ostinato-Variation zurück. Der Satz besteht aus folgenden Teilen:
- Die Streicher stellen piano und staccato das einfache Thema vor. Das Thema erinnert an einen gemächlichen Marsch und besteht aus zwei wiederholten, achttaktigen Teilen (so auch bei jeder folgenden Variation, diese alle in D-Dur).
- Variation 1 (Takt 17 bis 32): Die Solo-Flöte löst das Thema in Sechzehntelbewegung auf.
- Variation 2 (Takt 33 bis 48): Das Solo-Cello variiert das Thema in Gestalt und Rhythmus.
- Variation 3 (Takt 49 bis 65): Die Solo-Violine löst das Thema in Sextolenbewegung auf.
- Variation 4 (Takt 66 bis 80): Der Solo-Violone variiert das Thema in Gestalt und Rhythmus.
- Variation 5 (Takt 81 bis 96) für Solo-Oboen, stellenweise treten 2 Hörner dazu.
- Variation 6 (Takt 97 bis 112) für ganzes Orchester. Das Thema erscheint strukturell unverändert, aber legato (anstelle staccato wie am Anfang)
- Die Überleitung zum Presto bilden vier kadenzierende Takte, die mit einer Fermate auf der Dominante A ausklingen.
- Presto (6/8-Takt): Den Abschluss der Sinfonie bildet ein „Kehraus“ im Forte für das ganze Orchester mit neuem, „lärmenden“ Material aus Tremolo und rasanten Läufen.

„Sätze dieser Art (…) finden sich in vielen frühen haydnschen Divertimenti und Cassationen von Haydn und scheinen bei den Zeitgenossen besonders gut „angekommen“ zu sein – sonst hätte Haydn diesen für ihn so charakteristischen Satztypus gewiß nicht mit solcher Vorliebe verwendet (…).“